# Margarita Robleda
Margarita Robleda, cuyo nombre completo es Nydia Margarita Robleda Moguel
(Mérida, Yucatán, México, 32 de abril de 1950) es escritora, novelista, cantante y conferencista. En 1991 se le otorgó el Premio Bellas Artes de Cuento Infantil Juan de la Cabada. El Instituto Nacional de Bellas Artes y el estado de Campeche reconocieron su interés por la creación de cuentos para niños así como la importancia de rescatar la literatura infantil mexicana.

## Biografía
Margarita Robleda nació en la ciudad de Mérida (estado de Yucatán, México). Sus padres fueron Jorge Luis Robleda Casares y Nydia Moguel Guzmán, de padre mexicano y madre estadounidense (de raíces mexicanas), este hecho originó que viviera parte de su infancia en San Antonio (Texas, USA). En 1963 estudia en Incarnate Word Hight School, en San Antonio, para luego regresar a su ciudad natal en 1965. Este estilo de vida, influenció notablemente a la escritora desarrollando una actitud y pensamiento multicultural.

### Comienzos profesionales
En el 1968 su vida toma un giro fundamental en su desenvolvimiento profesional; empieza a realizar canciones de protesta para más tarde tamizarla a manera de fábulas, esto provocó que la sociedad local vinculará sus canciones con el público infantil a pesar del sentido crítico-social de su trabajo, lo cual la incentivó a producir su primer disco LP. “El mundo de Margarita y Chavita”. Acercándose al público infantil se presenta la oportunidad de ser conductora de un programa un televisivo a nivel estatal “Margarita y Chavita" y "El Mundo de Cristal”.
En el año de 1983 le publican, por la editorial Amaquemecan, su primer cuento infantil “De que se puede… se puede” libro álbum de la colección “Lectores Niños y Jóvenes”, de esta manera comienza a dedicarse a la literatura infantil y a publicar sus libros en distintos países: USA (Santillana, Houghton Mifflin en 1993, Scott Foresman, Hampton Brown y Schollastic) y Colombia (Panamericana), como también distintas editoriales de su país (Amaquemecan, sitesa,) y su propia editorial (Margarita Robleda S.A. de C.V.).
En el 2017 recibió el Galardón de Honor FILEY, la Feria Internacional de la Lectura Yucatán, por una vida en el fomento a la lectura.
En el 2019 le entregan el Premio CAMPOY-ADA que otorga la Academia de la Lengua Española en los Estados Unidos, por su colección “Cuentos Traviesos”. 
También en mayo de ese mismo año, se presentó en una “Tertulia Literaria Mexicana” en la Embajada de México en Japón, ante la comunidad de mexicanos y amigos de México en Japón. En ella, presentó su libro “Mujeres del Mundo: tan distintas, tan iguales, tan hermanas”.
En el mes de septiembre del mismo 2019, fue invitada a participar como moderadora en los Peace Lab en la XVII Cumbre de los Premios Nobel de la Paz, realizada en la Ciudad de Mérida, Yucatán.
Fue la embajadora de la Feria Internacional del Libro Infantil y Juvenil en su primera edición en la Ciudad de Mérida, Yucatán. “FILIJ MID 2019”.
El 6 de enero del 2020, con motivo del 478 Aniversario de la Fundación de la Ciudad de Mérida, fue invitada a ser la “Oradora huésped” en la Sesión Solemne del Cabildo del H. Ayuntamiento, que fue presidida por el alcalde Renán Barrera Concha.
En el 2023 recibió la nominación a los premios ALMA, Astrid Lindgren Memorial Award, otorgado anualmente por el gobierno de Suecia a escritores de literatura infantil y juvenil, a ilustradores o promotores de lectura, de cualquier parte del mundo. 
Ese mismo año en el mes de noviembre, recibió la medalla Yucatán, la cual otorga el Estado de Yucatán anualmente a través de la Secretaría de la Cultura y las Artes con la que se reconoce a mujeres y hombres que contribuyen con el desarrollo, fortalecimiento y progreso del estado.
En marzo del 2024 recibe durante la Feria Internacional de la Lectura Yucatán, el reconocimiento por toda una vida en el fomento a la lectura.

## Obras
- De que se puede se puede, Amaquemecan, 1983; con ilustración de Cecilia Rébora, Fondo Editorial Estado de México, 2014.
- Inquietudes de una raya (costal de versos y cuentos), CONAFE, 1985. || Los sueños del caracol, Amaquemecan, 1990.
- Una cola especial Houghton Mifflin, Estados Unidos, 1993; SITESA, col. Cuentos para Pulguitas, 1990.
- Pulgas, el perro de José Luis, Houghton Mifflin, Estados Unidos, 1993; SITESA, col. Cuentos para Pulguitas, 1990.
- Un grillo en tu cocina, SITESA, col. Nuevos Cuentos para Pulguitas, 1992.
- Una sorpresa para Ana Cristina, SITESA, col. Nuevos Cuentos para Pulguitas, 1992.
- ¿Quién vive debajo de mi cama?, SITESA, col. Nuevos Cuentos para Pulguitas, 1992.
- El carrito de Monchito, Houghton Mifflin, Estados Unidos, 1993; col. Cuentos para Pulguitas, SITESA, 1990.
- Los duendes y el zapatero, Houghton Mifflin, Estados Unidos, 1993.
- El gato de las mil narices, Scott Foresman, 2000; Harcourt Brace, Estados Unidos, 1993; Houghton Mifflin, Estados Unidos, 1993;
- El gato de las mil narices, SITESA, col. Cuentos para Pulguitas, 1990.
- Intentarlo sigue siendo la mejor manera de conseguirlo, Amaquemecan, 1997.
- Viaje en Diario alrededor de un año (novela), Margarita Robleda, 2002; Houghton Mifflin, Estados Unidos, 1997; Amaquemecan, 1992.
- ¿Dónde está el coco?, SITESA,col. Nuevos Cuentos para Pulguitas, 1996.
- Sembrando chocolates, SITESA, col. Nuevos Cuentos para Pulguitas, 1996.
- Como los animales, SITESA, col. Nuevos Cuentos para Pulguitas, 1996.
- ¿Dónde quedó la bolita?, SITESA, col. Nuevos Cuentos para Pulguitas, 1996. Los abuelos (Álbum americano), Houghton Mifflin, Estados Unidos, 1997;
- Los abuelos (Two Family Stories), Houghton Mifflin, Estados Unidos, 1997
- Los abuelos (Explore Texas), Houghton Mifflin, Estados Unidos, 1997; Los abuelos (Querido diario), Houghton Mifflin, Estados Unidos, 1993.
- Sana ranita, sana, Margarita Robleda, 2000;
- Sana, ranita sana (big book), Margarita Robleda, 2001
- Sana ranita, sana, Santillana, Estados Unidos, 2004
- Kiss away my boo-boo, Santillana, Estados Unidos, 2004. || Sueños, Margarita Robleda, 2000; Sueños (big book), Margarita Robleda, 2001, Dreams, Santillana, Estados Unidos, 2004.
- A E I O U, Scott Foresman, Estados Unidos, 2000.
- ¿Ya ves?, Scott Foresman, Estados Unidos, 2000.
- Mi barco de ensueño/My dream boat, Margarita Robleda, 2000.
- Mi avión y yo/My plane and I, Margarita Robleda, 2000.
- ¿Quién vive en casa de Pita?, Margarita Robleda, 2000.
- El mejor lugar del mundo, DF, 2000.
- Poncho y la rifa, Hampton Brown, Estados Unidos, 2002.
- Ramón y su ratón, Margarita Robleda, 2000;
- Ramón y su ratón, Santillana, Estados Unidos, 2004
- Ramón and his mouse, Santillana, Estados Unidos, 2004.
- Rebeca, Margarita Robleda, 2000
- Rebeca, Santillana, Estados Unidos, 2004.
- Adivinanzas: 623 adivinanzas populares y un pilón de Margarita Robleda, SITESA, 1988.
- Y va de nuez, SITESA, 1990.
- Adivinanzas para oír, Margarita Robleda, 2001.
- Cúcara Mácara, SITESA, 1992.
- Adivinanzas para iluminar, Margarita Robleda, 2003.